# Testosterone cipionato
Testosterone cipionato, venduto con il marchio Depo-Testosterone, è una sostanza androgena e steroide anabolizzanti (AAS) che viene utilizzato principalmente nel trattamento dei bassi livelli di testosterone negli uomini. Viene anche usato nella terapia ormonale per uomini transgender. Viene somministrato per iniezione nel muscolo di solito una volta ogni due o quattro settimane.

## Descrizione
Gli effetti collaterali del testosterone cipionato comprendono i sintomi della mascolinizzazione come l'acne, l'aumento della crescita dei peli, i cambiamenti della voce e l'aumento del desiderio sessuale. Il farmaco è un androgeno sintetico e uno steroide anabolizzante, quindi è un agonista del recettore degli androgeni (AR), il bersaglio biologico degli androgeni come il testosterone e il diidrotestosterone (DHT). Ha forti effetti androgenici e un effetti anabolico moderato, che lo rendono utile per produrre gli effetti della mascolinizzazione e adatto per la terapia sostitutiva degli androgeni. Il testosterone cipionato è un estere del testosterone e un profarmaco a lunga durata di testosterone nel corpo. Per questo motivo, è considerato una forma naturale e bioidentica di testosterone.
Il cipionato di testosterone è stato introdotto per uso medico nel 1951. Viene utilizzato principalmente negli Stati Uniti Oltre al suo uso medico, il testosterone cipionato viene utilizzato per migliorare il fisico e le prestazioni sportive. Il farmaco è una sostanza controllata in molti paesi e quindi l'uso non medico è generalmente considerato illecito.